# Río Minho
El Minho es el río de mayor longitud de Jamaica con 92,8 kilómetros de recorrido.
Se eleva cerca del centro geográfico de la isla, fluye generalmente hacia el sur-suroeste y alcanza el Mar Caribe en Carlisle Bay, en la costa sur central, al oeste del punto más meridional de la isla, Portland Point.
La ciudad de May Pen, de la Parroquia de Clarendon, se encuentra a orillas de este río.